# Claus Hofer
Claus Hofer eigentlich Peter Joseph Hungershöfer, (1914 – Mitte Januar 2006 in Garbsen) war ein deutscher Schauspieler und Hörspielsprecher.

## Leben
Hofer wurde von 1934 bis 1936 am Deutschen Theater in Berlin zum Schauspieler ausgebildet. Sein erstes Engagement hatte er als jugendlicher Held am Schauspielhaus Hannover. Danach war er am Schauspielhaus Hamburg bis Ende der 1940er Jahre.
Weitere Stationen waren Bochum, Darmstadt und das Schillertheater in Berlin. Auch nach Eintritt ins Rentenalter spielte er u. a. in Neustadt, Wilhelmshaven, Coburg und Bad Hersfeld.

## Filmografie
- 1948: Arche Nora
- 1955: Undine
- 1957: Drei leere Räume
- 1965: Das Haus
- 1965: Die Chinesische Mauer
- 1965: Ein Eremit wird entdeckt
- 1967: Das ausgefüllte Leben des Alexander Dubronski
- 1969: Cäsar und Cleopatra
- 1969: Nachrichten aus der Provinz
- 1970: Das Mädchen meiner Träume
- 1970: Express
- 1970: Ich töte
- 1970: Pater Brown – Skandal um Gloria
- 1971: Flucht - Der Fall Münzenberg
- 1973: Drüben bei Lehmanns
- 1976: Ein Fall für Stein

## Hörspiele (Auswahl)
- 1948: Franz Carl Weiskopf: Die Madonna von Novi Sad - Regie: Hans Quest
  - Auszeichnung: 2. Preis im Kurzhörspielwettbewerb des NWDR 1948
- 1948: Manfred Hausmann: Abel mit der Mundharmonika - Regie: Gustav Burmester
- 1948: Christian Bock: Tödliche Rechnung - Regie: Kurt Reiss
- 1948: Fred Denger: Wer Wind sät - Regie: Erik Ode
- 1948: William Shakespeare: Antonius und Cleopatra - Regie: Fritz Wendhausen
- 1948: Hans Friedrich Huffenbach: Abfahrt 4.32 Uhr - Regie: Ludwig Cremer
- 1948: Josef Pelz von Felinau: Menschenleben nicht notiert - Ein Hörspiel um den Untergang der „Titanic“ - Regie: Fritz Schröder-Jahn
- 1948: George Orwell: Wie die Tiere - Regie: Kurt Reiss
- 1948: Archibald MacLeish: Der Eroberer - Regie: Hans Quest
- 1948: Friedrich Karl Fromm: Säuberung in Ithaka - Regie: Hans Quest
- 1948: Carl Zuckmayer: Der Schelm von Bergen - Regie: Ulrich Erfurth
- 1948: Herman Melville: Moby Dick oder Der weiße Wal (3 Teile) - Regie: Gustav Burmester
- 1949: Hans Egon Gerlach: Goethe erzählt sein Leben (5. Teil: Straßburg - Durchbruch ins Freie) - Regie: Mathias Wieman
- 1949: Werner-Jörg Lüddecke: Das Gesicht in der Nacht - Regie: Fritz Schröder-Jahn
- 1950: Johann Nestroy: Lumpazivagabundus am Rhein – Bearbeitung und Regie: Wilhelm Semmelroth
- 1950: Edward J. Mason: Im Dienst von Scotland Yard (6 Folgen) - Regie: Wilhelm Semmelroth
- 1950: Honoré de Balzac: Der Spekulant - Regie: Ludwig Cremer
- 1950: Paul Claudel: Der erniedrigte Vater - Regie: Wilhelm Semmelroth
- 1951: Herbert Reinecker: Der Krimkrieg fand trotzdem statt - Regie: Wilhelm Semmelroth
- 1951: Gerhard T. Buchholz: Zweimal Figaro - Regie: Wilhelm Semmelroth
- 1951: Wolf Schmidt, Hermann Pfeiffer:	Familie Schmitz (6 Folgen) - Regie: Raoul Wolfgang Schnell
- 1951: Manuel van Loggem: Der Puppendoktor - Regie: Edward Rothe
- 1952: Elfriede Ohde: Ein einziger Tag - Regie: Wilhelm Semmelroth
- 1952: Alfred Erich Sistig: Jeden Morgen wird es morgen - Regie: Eduard Hermann
- 1952: Konrad Beste: Das vergnügliche Leben der Doktorin Löhnefink - Regie: Eduard Hermann
- 1952: Johann Wolfgang von Goethe: Faust. Der Tragödie erster Teil – Bearbeitung und Regie: Wilhelm Semmelroth
- 1952: Günter Eich: Der Tiger Jussuf - Regie: Walter Knaus
- 1953: Louis MacNeice: Der dunkle Turm - Regie: Walter Knaus
- 1953: Werner-Jörg Lüddecke: Unter der grünen Erde (Enzo Lombardi) – Regie: Walter Knaus
- 1953/54: Michael Meran: Reporter Rex Rendal (Folgen 1–3, 8) - Regie: Kurt Meister
- 1954: Stefan Zweig: Das Lamm der Armen - Regie: Fränze Roloff
- 1954: Bruce Marshall: Abbé Gaston - Regie: Ludwig Cremer
- 1954: Enrico Talamona: Fliegen und Trompetenblasen – Bearbeitung und Regie: Hermann Pfeiffer
- 1954: Georg Heine: Das bessere Leben - Regie: Wilhelm Semmelroth
- 1954: Jürgen Gütt: Ströme sterben nicht - Regie: Wilhelm Semmelroth
- 1955: Peter Lotar: Friedrich Schillers Leben und Werk (6. Abend: Dich schuf das Herz, du wirst unsterblich leben) - Regie: Wilhelm Semmelroth
- 1955: Hans Hömberg: Pieter Trompieting oder Die Etikettenfrage - Regie: Raoul Wolfgang Schnell
- Vor 1956: Kurt Reiss: Das Ei der Columba - Regie: Kurt Reiss
- 1956: Heinrich von Kleist: Penthesilea – Bearbeitung und Regie: Wilhelm Semmelroth
  - Veröffentlichung: CD-Edition: Edition Mnemosyne 2005 / Der Audio Verlag 2011
  - Auszeichnung: 1. Platz hr2-Hörbuchbestenliste Oktober 2002 (CD-Edition)
- 1956: Bruno Wellenkamp: Licht in der Mansarde - Regie: Friedhelm Ortmann
- 1956: Walther Franke-Ruta: Ein kleiner Freundschaftsdienst - Regie: Fritz Peter Vary
- 1956: Marie Luise Kaschnitz: Der Zöllner Matthäus - Regie: Ulrich Lauterbach
- 1957: Roland Elwy Mitchell: Die verkaufte Frau - Regie: Hermann Pfeiffer
- 1957: Giovacchino Forzano, Victor Rietti: In Frieden leben - Regie: Raoul Wolfgang Schnell
- 1957: Rabindranath Tagore: Das Postamt - Regie: Friedhelm Ortmann
- 1957: Christian Geissler: Es geschah in ... Holland; Folge: Es war ganz einfach Liebe - Regie: Otto Kurth
- 1957: Ulrich Kühn: Der Auftrag läuft weiter - Regie: Fritz-Peter Vary
- 1957: Leonhard Frank: Die Kurve - Regie: Ludwig Cremer
- 1957: Eric Ambler: Schirmers Erbschaft - Regie: Cläre Schimmel
- 1957: Jean Giono: Liebesgeschichten der Weltliteratur; Folge: Der Berg der Stummen - Regie: Edward Rothe
- 1958: Dieter Rohkohl: Es geschah in ... Italien; Folge: In stato interessante - Regie: Otto Kurth
- 1958: Josef Martin Bauer: Du armer Hund - Regie: Edward Rothe
- 1958: Georges Simenon: Maigret und die schrecklichen Kinder - Regie: Cläre Schimmel
  - Veröffentlichungen: CD-Edition: Der Audio Verlag 2005; CD-Edition: Der Audio Verlag 2014 (Hörspielbox „Maigret - die besten Fälle“)
- 1959: Friedrich Schiller: Wilhelm Tell - Regie: Hans Conrad Fischer
- 1959: Friedrich Luft, Hans Scholz: Berlin und Samuel Fischer - Schicksalsbilder im Wandel einer Weltstadt - Regie: Hanns Korngiebel
- 1959: Paul Hengge: Weihnachten war’s - Regie: Lothar Schluck
- 1960: Wolfdietrich Schnurre: Das Schwein, das zurückkam - Regie: Rolf von Goth
- 1960: Jean Giraudoux: Tessa - Regie: Hanns Korngiebel
- 1960: Stefan Békeffy: Der Hund, der Herr Bozzi hieß - Regie: Hanns Korngiebel
- 1961: Johannes Hendrich: Wie einem Menschen zumute ist (1. Teil) - Regie: Curt Goetz-Pflug
- 1961: Gertrud Schild: Mensch ohne Namen. Ein Erlebnisbericht - Regie: Hanns Korngiebel
- 1961: Janusz Oseka: Pst 17** Pst siebzehn - Regie: Hanns Korngiebel
- 1961: Jean-Paul Sartre: Das Spiel ist aus - Regie: Hanns Korngiebel
- 1961: Horst Pillau: Berlin - Schönhauser Allee - Regie: Erich Köhler
- 1962: Joseph Hayes: Die Stunden nach Mitternacht - Regie: Curt Goetz-Pflug
- 1963: Paul Willems: Phoebus oder die Aalbucht - Regie: Willi Schmidt
- 1963: Adrian Alington: Aufforderung zum Mord - Regie: Erich Köhler
- 1963: Johannes Grave: Unternehmen Lit-Apparat - Regie: Alexander Pestel
- 1963: Rolf Goetze: Untern Linden, untern Linden - Regie: Alexander Pestel
- 1963: Georg Zivier: Berlin und die Ullsteins - Regie: Jörg Jannings
- 1963: Wladimir Dychowitschnij, Moris Slobodskoi, Wladimir Mass, Michail Tscherwinski: Auf Ihre Gesundheit, Gurij Lwowitsch - Regie: Wolfgang Spier
- 1964: Hellmut Kotschenreuther: Berlin und Bote & Bock (1. Teil) - Regie: Ulrich Gerhardt
- 1964: Malcolm A. Hulke, Eric Paice: Bis daß der Tod uns scheidet - Regie: Erich Köhler
- 1964: Edzard Schaper: Das Feuer Christi. Dramatische Szenen um Leben und Sterben des Jan Hus - Regie: Friedhelm Ortmann
- 1964: Leopold Ahlsen: Sie werden sterben, Sire - Regie: Werner Düggelin
- 1965: Hedwig Rohde: In den Staubkammern - Regie: Gert Westphal
- 1965: Julius Tinzmann: Aufenthalt - Regie: Gustav Burmester
- 1967: Julius Hay: Gaspar Varro's Recht - Regie: Ulrich Gerhardt
- 1968: Fritz Meingast: Schuld und Sühne in den Karpaten. Räuberballade nach einem historischen Kriminalfall - Regie: Rolf von Goth
- 1969: Peter Albrechtsen: Bräutigam des Glücks - Regie: Hanns Korngiebel
- 1970: Robert Sheckley: Einmal Utopia - Hin und zurück - Regie: Dietrich Auerbach
- 1970: Lis Böhle: Huus Nr. 11. Ein Hörspiel us dem ältere Kölle - Regie: Leopold Reinecke
- 1971: Helga Brauneck: Hamburg ist keine Stadt – Bearbeitung und Regie: Ulrich Gerhardt
- 1973: Gert Hofmann: John Jacob Astors letzte Fahrt - Regie: Manfred Marchfelder
- 1973: Günter Bruno Fuchs: Ratten werden verschenkt - Regie: Raoul Wolfgang Schnell
- 1973: Otti Pfeifer: Widerworte aus der Küche - Regie: Manfred Marchfelder
- 1973: Nataly von Eschstruth: Heckenrosen – Bearbeitung und Regie: Rolf von Goth
- 1980: Heinrich Spoerl: Der Maulkorb - Regie: Leopold Reinecke
- 1984: Jost Nickel: In der Bibliothek - Regie: Dietrich Auerbach